# Campionat britànic de trial 2011
La temporada de 2011 del Campionat britànic de trial fou la 61a edició d'aquest campionat, organitzat per l'ACU. El calendari oficial constava de 8 proves puntuables, celebrades entre el 6 de març i el 2 d'octubre.

## Classificació final
| Posició | Pilot               | Motocicleta | Punts |
| ------- | ------------------- | ----------- | ----- |
| 1       | James Dabill        | Beta        | 151   |
| 2       | Michael Brown       | Gas Gas     | 145   |
| 3       | Sam Haslam          | Gas Gas     | 97    |
| 4       | Ross Danby          | Gas Gas     | 96    |
| 5       | Jonathan Richardson | Sherco      | 85    |
| 6       | Ben Morphett        | Sherco      | 60    |
| 7       | Alexz Wigg          | Sherco      | 56    |
| 8       | Jack Challoner      | Beta        | 56    |
| 9       | George Morton       | Beta        | 42    |
| 10      | Craig Robinson      | Gas Gas     | 28    |